# Смит, В.
В. Смит (англ. V. Smith, полное имя неизвестно; 1873 — неизвестно) — британский регбист, серебряный призёр летних Олимпийских игр 1900.
На Играх Смит входил в сборную Великобритании, которая в единственном матче проиграла Франции со счётом 21:8, получив серебряные медали.